# Oliena
Oliena (sardisk: Ulìana) er en by og en kommune (comune) i provinsen Nuoro i regionen Sardinien i Italien. Byen ligger i 379 meters højde og har 7.101 indbyggere (2016). Kommunen har et areal på 165,74 km² og grænser til kommunerne Dorgali, Nuoro og Orgosolo.